# 何梅志
何梅志（1911年—?年），號默誌。熱河省豐寧縣人。民國37年（1948年）在熱河省選區當選第一屆立法委員，後熱河省高等法院判決何梅志未於期限前辭職，當選立委無效

## 生平
- 制憲國民大會代表[2]
- 熱河省參議員[3]
- 熱河省立女子中學校長
- 當選立委後，被判當選無效
- 其後履歷不詳，惟其同鄉郭小川在1969年7月16日日記中提到其外調何梅志的情況[4]